# Louise Ahrweiler
Louise Ahrweiler, geborene Louise Stjerna (19. Februar 1859 in Herford – 9. März 1897 in München) war eine schwedisch-deutsche Theaterschauspielerin.

## Leben
Obwohl ihr Vater schwedischer Schauspieler war, sie schwedische Schulen besuchte, in Schweden erzogen und von ihrem Vater für die schwedische Bühne ausgebildet wurde, fühlte sie sich zu den Dichtern Deutschlands hingezogen  und wandte sich 1876 der deutschen Bühne zu. Ihr erstes Engagement fand sie am Hoftheater Stuttgart. Dort bekam sie wenige große Rollen und, da sie glaubte, auf kleineren Bühnen zu schnellerem Erfolg zu kommen, erbat sich die Entlassung und nahm ein Engagement in Mainz an. Sie erhielt Bestätigung in größeren Rollen und war bald der Liebling des Publikums. Ihre erfolgreiche Laufbahn konnte sie 1878 in Düsseldorf und von 1879 bis 1881 in Königsberg fortsetzen, wo sie einen Ruf ans Stadttheater Köln erhielt.
1889 heiratete sie den Landschaftsmaler Otto Ahrweiler und zog sich von der Bühne zurück. Bis zu ihrem Tode lebte sie in München.